# Holger Afflerbach
Holger Horst Wilhelm Afflerbach (* 13. September 1960 in Düsseldorf) ist ein deutscher Historiker und Autor, der an der University of Leeds lehrt.

## Leben
Holger Afflerbach schloss ein Studium der Geschichtswissenschaft 1990 an der Universität Düsseldorf mit einer von der Friedrich-Ebert-Stiftung geförderten Promotion über den preußischen Kriegsminister und deutschen Generalstabschef Erich von Falkenhayn (1861–1922) ab. Sein Doktorvater war Wolfgang J. Mommsen. Danach begann er ein Forschungsprojekt über den Dreibund zwischen Italien, Österreich-Ungarn und dem deutschen Kaiserreich in den Jahren 1881–1915. Diese Arbeit wurde in den Jahren 1996–1998 durch ein Stipendium der Alexander-von-Humboldt-Stiftung unterstützt. Die Studie war gleichzeitig seine 1999 in Düsseldorf eingereichte Habilitationsschrift. An der dortigen Universität lehrte er nach seiner Habilitation als Privatdozent von 1999 bis 2002.
Afflerbach erhielt in dieser Zeit ein Forschungsstipendium der Fritz-Thyssen-Stiftung, das es ihm ermöglichte, eine über 1100 Seiten starke Sammlung von Quellen zu Wilhelm II. als obersten Kriegsherrn im Ersten Weltkrieg zusammenzustellen, die 2005 von der Historischen Kommission bei der Bayerischen Akademie der Wissenschaften veröffentlicht wurde. Für diese Forschungen erhielt er ein weiteres Stipendium der Alexander-von-Humboldt-Stiftung, in dessen Rahmen er an der University of Sussex in England mit John Röhl forschte.
2002 wechselte Afflerbach als DAAD-Professor für moderne deutsche Geschichte an die Emory University in Atlanta, Georgia. 2006 übernahm er eine Professur an der University of Leeds, wo er bis heute lehrt und forscht.

## Ehrungen und Auszeichnungen
- 2012/2013: Forschungsstipendiat (Fellow) Historisches Kolleg, München
- 2014/2015: Member am Institute for Advanced Study, Princeton

## Veröffentlichungen (Auswahl)
Monographien
- Auf Messers Schneide. Wie das Deutsche Reich den Ersten Weltkrieg verlor. Verlag C.H. Beck, München 2018, ISBN 978-3-406-71969-1.[1]
- Die Kunst der Niederlage. Eine Geschichte der Kapitulation. Verlag C.H. Beck, München 2013, ISBN 978-3-406-64538-9.
- mit Hew Strachan: How Fighting Ends. A History of Surrender. Oxford University Press, Oxford/New York 2012, ISBN 978-0-19-969362-7.
- Einleitung zur Neuauflage von: Karl Dietrich Erdmann (Hrsg.): Kurt Riezler: Tagebücher, Aufsätze, Dokumente. Vandenhoeck & Ruprecht, Göttingen 2008, ISBN 978-3-525-35817-7.
- Das entfesselte Meer. Die Geschichte des Atlantik. Piper Verlag, München/Zürich 2003, ISBN 3-492-23989-7.
- Der Dreibund. Europäische Großmacht- und Allianzpolitik vor dem Ersten Weltkrieg. Böhlau Verlag, Wien/Köln/Weimar 2002, ISBN 3-205-99399-3.
- Das Deutsche Reich, Bismarcks Allianzpolitik und die europäische Friedenssicherung vor 1914 (= Friedrichsruher Beiträge, Bd. 2), Otto-von-Bismarck-Stiftung, Friedrichsruh 1998, ISBN 3-933418-00-3.
- Falkenhayn. Politisches Denken und Handeln im Kaiserreich. 2. Auflage. Oldenbourg Verlag, München 1996, ISBN 3-486-56184-7.

Herausgeberschaften
- mit Ulrich Lappenküper: 1918 – das Ende des Bismarck-Reiches? Brill Schöningh, Paderborn 2021, ISBN 978-3-506-76011-1.
- The Purpose of the First World War. War Aims and Military Strategy (= Schriften des Historischen Kollegs. Kolloquien. Bd. 91). De Gruyter Oldenbourg, Berlin/Boston 2015, ISBN 978-3-11-034622-0 (Digitalisat).
- Kaiser Wilhelm II. als oberster Kriegsherr im Ersten Weltkrieg. Quellen aus der militärischen Umgebung des Kaisers 1914–1918 (= Deutsche Geschichtsquellen des 19. und 20. Jahrhunderts. Bd. 64). Oldenbourg Verlag, München 2005, ISBN 3-486-57581-3.
- mit Christoph Cornelißen: Sieger und Besiegte. Materielle und ideelle Neuorientierungen nach 1945 (= Kultur und Erkenntnis, Bd. 16), Francke, Tübingen/Basel 1997, ISBN 3-7720-2407-6.

Mitarbeit in
- Gerhard Hirschfeld (Hrsg.): Enzyklopädie Erster Weltkrieg. Verlag Schöningh, Paderborn 2003, ISBN 3-506-73913-1.